# Salpianthus arenarius
Salpianthus arenarius är en underblomsväxtart som beskrevs av Alexander von Humboldt och Aimé Bonpland. Salpianthus arenarius ingår i släktet Salpianthus och familjen underblomsväxter. Inga underarter finns listade i Catalogue of Life.